# Bruno Engler
Bruno de Castro Engler Florencio de Almeida (Curitiba, 17 de junho de 1997) é um político brasileiro. Atualmente é deputado estadual, filiado ao Partido Liberal (PL). 
Bruno Engler é coordenador do Movimento Direita Minas, dedicado à retomada cultural e à promoção dos valores conservadores em Minas Gerais. O deputado obteve 120.252 votos distribuídos em todo o estado, sendo o terceiro deputado mais votado para a 19ª legislatura. Em 2016 lançou-se candidato a vereador em Belo Horizonte, pelo PSC, recebendo 2.247 votos, não sendo eleito. Quatro anos depois, disputou a eleição pela prefeitura da capital e ficou em segundo lugar. 
Foi candidato à Prefeitura de Belo Horizonte em 2024, derrotado por Fuad Noman, prefeito reeleito.

## Vida pessoal
Engler nasceu em Curitiba, mudando-se para São Paulo antes de completar um ano. Lá viveu até os 9 anos, mudando-se então para Belo Horizonte, onde vive desde então. Concluiu o Ensino Médio no Colégio Sagrado Coração de Maria.

## Vida política
Bruno entrou na política por admiração a Jair Bolsonaro, quem julgava que fazia oposição ao Partido dos Trabalhadores melhor do que Aécio Neves, derrotado na eleição presidencial no Brasil em 2014. Participou da criação do grupo conservador Direita Minas em 2016. Foi candidato a vereador de Belo Horizonte naquele ano, não se elegendo.
Elegeu-se deputado estadual de Minas Gerais em 2018, sendo o terceiro candidato mais votado.

### Candidatura à Prefeitura de Belo Horizonte em 2020
Foi derrotado na eleição para prefeito de Belo Horizonte em 2020. Foi filiado ao PSC, ao PSL e ao PRTB, sendo atualmente filiado do PL. Dentre suas principais propostas estava a reabertura do comércio durante a Pandemia de COVID-19, a implantação de escolas cívico-militares e o "combate à ideologia de gênero". Declarou apoio à resposta do governo Jair Bolsonaro à pandemia de COVID-19, criticando o distanciamento social e defendendo o uso de cloroquina para tratamento da doença.

### Atuação como deputado estadual
Como deputado, apresentou projeto de lei para que as prestadoras de saúde fossem obrigadas a fornecer o Kit Covid, conjunto de remédios sem eficácia contra a COVID-19. Seu projeto de lei apresentado na Assembleia de Minas Gerais era idêntico a outro projeto apresentado na Assembleia do Rio de Janeiro.

## Circulação de notícias falsas

### Felipe Neto
Em 7 de fevereiro de 2020, a Revista Época confirmou que o policial militar Victor Marques que trabalha no gabinete do deputado Bruno Engler como assessor, foi o primeiro responsável por divulgar um vídeo com falas controversas do youtuber Felipe Neto. O vídeo se tornou popular nas redes sociais. Bruno Engler disse que a Época estaria "acusando meu assessor de promover fake news contra o Felipe Neto por causa do vídeo. Felipe Neto respondeu que vai processar o deputado.Engler negou que conteúdo tenha sido de autoria do assessor e ressaltou que tratava-se de trechos de vídeos do próprio youtuber. 

### Constança Rezende
Em março de 2019, uma assessora de Engler, Fernanda Salles, produziu e circulou notícia falsa que atribuía à jornalista Constança Rezende, d'O Estado de S. Paulo, a fala de que as reportagens sobre as movimentações financeiras irregulares de Flávio Bolsonaro e seu ex-assessor, Fabrício Queiroz, tinham o objetivo de "arruinar Flávio Bolsonaro e o governo". Engler afirmou publicamente não ver problema na conduta.

## Histórico Eleitoral
| Ano  | Eleição                     | Partido | Cargo             | Votos   | %                 | Resultado  | Ref    |
| ---- | --------------------------- | ------- | ----------------- | ------- | ----------------- | ---------- | ------ |
| 2016 | Municipal de Belo Horizonte | PSC     | Vereador          | 2.247   | 0,19%             | Suplente   | [ 11 ] |
| 2018 | Estaduais em Minas Gerais   | PSL     | Deputado Estadual | 144.770 | 1,19%             | Eleito     | [ 12 ] |
| 2020 | Municipal de Belo Horizonte | PRTB    | Prefeito          | 123.215 | 9,95%             | Não eleito | [ 13 ] |
| 2022 | Estaduais em Minas Gerais   | PL      | Deputado Estadual | 637.412 | 5,75%             | Eleito     | [ 14 ] |
| 2024 | Municipal de Belo Horizonte | PL      | Prefeito          | 435.853 | 34,38% (1º Turno) | Não eleito | [ 15 ] |
| 2024 | Municipal de Belo Horizonte | PL      | Prefeito          | 577.537 | 46,27% (2º Turno) |            | [ 15 ] |